# Югославска народна освободителна армия
Югославска народна освободителна армия, съкратено ЮНОА, (на сърбохърватски: Narodnooslobodilačka vojska, NOV; на македонска литературна норма: Народноослободителна војска, НОВ) е комунистическа партизанска организация в рамките на Югославия през Втората световна война.
Воюва от 1941 до 1945 г. срещу правителството на националното спасение, окупационните сили на Нацистка Германия, Кралство Италия, Царство България, балистите, усташите, хърватски домобран, словенски домобран, четниците.
В състава на югославските комунистически партизански сили се включват участници от всички етноси и държави, образували се вследствие от разпада на Югославия, но най-многобройни сред тях са сърбите, хърватите и бошняците. Съпротивителното движение придобива размах основно на планинската територия на Босна и Херцеговина, Северна Черна гора, Стара Херцеговина и Далмация, като първо е създадена т.нар. Ужичка република.
Началото на съпротивата се слага в западната част на Сърбия, но германски и български военни сили успяват да изтласкат подкрепените от съюзниците югославски партизани в Динарите, като по този начин обезопасяват важния стратегически коридор по долините на Морава и Вардар с оглед осигуряване на продоволственото и вещево снабдяване по него за Група армии „Е“ в Гърция, както и за африканския корпус на генерал Ервин Ромел.

## Начало
Началото на партизанската комунистическа съпротива в бивша Югославия се слага непосредствено след започването на операция Барбароса на 22 юни 1941 г. Същия ден в гора близо до Сисак в Хърватия се сформира първата лява партизанска формация в Югоизточна Европа срещу силите на Оста. Партизанското движение, ръководено от Югославската комунистическа партия, е относително лесно поставено на интернационална основа предвид проповядваната комунистическа идеология от левите партизани сред народите на бивша Югославия. За това спомага както трансформацията на Кралство Югославия към федерация след Марсилския атентат, така и противопоставянето на комунистическата идеология на националистическата като способ за решаване на националния въпрос в бивша Югославия, т.е. в противотежест на господстващия национализъм сред държавите от Тристранния пакт.
Началото на организираното югославско партизанско движение се слага на среща на партизанския актив в село Столица край Крупан на 26 септември 1941 г.
Съвещанието на партизанския актив отчита, че през периода юли-август 1941 г. партизанското движение на територията на бивша Югославия е вяло, в Словения и Хърватия не придобива очакваните размери, а от Македония на съвещанието даже не присъства т.нар. секретар на Покрайнския комитет на Комунистическата партия на Югославия Методи Шатаров. Отчита се липса на координация и субординация между отделните покрайнски (регионални) комитети, щабове и партизански единици. На съвещанието присъстват и вземат участие следните представители на Централния комитет на ЮКП:
- Йосип Броз Тито
- Иван Милутинович
- Александър Ранкович
- Иво Лола Рибар

и на регионалните (териториални) комитети:
1. от Сърбия:
- Сретен Жуйович
- Родолюб Чолакович
- Филип Кляич

2. от Хърватия:
- Раде Кончар
- Владо Попович

3. от Словения:
- Франц Лескошек
- Миха Маринко

4. от Босна и Херцеговина:
- Светозар Вукманович-Темпо
- Слободан Принцип

както и следните коменданти и комисари на партизански отряди:
- Коча Попович
- Небойша Йеркович
- Милош Минич
- Здравко Йованович
- Драгойло Дудич

На съвещанието не присъстват представители на комунистическата партия от Черна гора, а Македонската комунистическа партия е представена от набързо сформирания нов служебен покрайнски щаб с представители Драган Павлович и Лазар Колишевски.
Партизанското съвещание взема решение да се премине към изграждането на партизански бойни формирования с щабове и политически комисари на цялата територия на бивша Югославия, като отделните единици да се ръководят и подчиняват на общ Върховен щаб. Решава се участниците в комунистическата съпротива да се наричат помежду си партизани, а формираните измежду тях бойни групи – партизански отряди. Решава се, че в състава на партизанските отряди ще влизат и по-малки бойни единици наименувани батальони и чети. Разглеждат се и други организационни въпроси по отношение укрепването на дисциплината, медицинското и интендантско обслужване на отрядите, като се поставят задачи по набирането на разузнавателна информация за/от противника. Допуска се съседни партизански отряди да формират партизански групи с временен щаб по изпълнение на общи задачи. Партизаните полагат партизанска клетва за вярност към комунистическите идеали и т.нар. общоюгославска родина.

## Развитие
Още през есента на 1941 г. югославското партизанско движение е поставено под ръководството на Тито. Излезлите като югославски партизани са от нисшите социални слоеве на населението и първоначално имат слаби успехи. До 1943 г. те постепенно набират сила, а след Сталинградската битка съпротивителното югославско движение се разраства стремглаво.

### Тактика
Първоначално югославските партизани нямат ресурс да извършват значими офанзивни действия срещу подразделенията на силите на Оста и техните съюзници, като действията им се изразяват и ограничават предимно в саботажи и прекъсване на комуникационни линии в тила на противника, т.е. те провеждат стратегически своеобразна „война на изхабяване“ предвид ограничените ресурси на страните от Тристранния пакт във Втората световна война.

### Западна подкрепа
След бързото настъпление в дълбочина на войските на Оста на Източния фронт, и предвид тежкото положение на Съветския съюз при военните кампании през годините 1941/42, югославските партизани получават подкрепа и от Великобритания и САЩ. С оглед поддръжката за четниците от немците, постепенно западните съюзници припознават югославските партизани за свои стратегически съюзници, преориентирайки и концентрирайки подкрепата си за тях, за сметка на четниците на Дража Михайлович.

## Роля за възстановяване на Югославия
През октомври 1944 г. Чърчил и Сталин на среща на 4 очи договарят възстановяването на Югославия и нейното разделяне в съотношение 50:50 % на сфери на влияние между Съветския съюз и западните съюзници. Месец по-рано Тито уговаря със Сталин военната подкрепа на Червената армия за овладяване територията на бивша Югославия и начина за осигуряване на контрол за югославските партизани върху бъдещата следвоенна власт във вече предвидената за федерална и републиканска Югославия.
Предвид договорката между Чърчил и Сталин при посредничеството на Великобритания е сформирано в края на 1944 г. югославско коалиционно правителство, състоящо се от представители на югославските партизани, и от такива на бившето роялистко югославско правителството в изгнание в Лондон. Постепенно с поддръжката на Червената армия Тито овладява реално властта посредством заетите ключови командни длъжности от представители на югославските партизани във възстановените югославски въоръжени сили. Личният състав на югославските въоръжени сили се състои изцяло от представители на бившите югославски партизани.
След елиминирането на Дража Михайлович посредством инспириран съдебен процес и разрива със Сталин през 1948 г., Тито като бивш върховен ръководител на югославските партизани овладява еднолично цялата власт в бивша Югославия, налагайки за официална идеология на държавата т.нар. титовизъм.